# Надія (печера, Челябінська область)
Надія (рос. Надежда) — печера в Челябінській області Росії, на Південному Уралі. Печера типу простягання. Загальна протяжність — 250 м. Глибина печери становить 50 м. Категорія складності проходження ходів печери — 1.